# Débosselage sans peinture
Pour les articles homonymes, voir DSP.

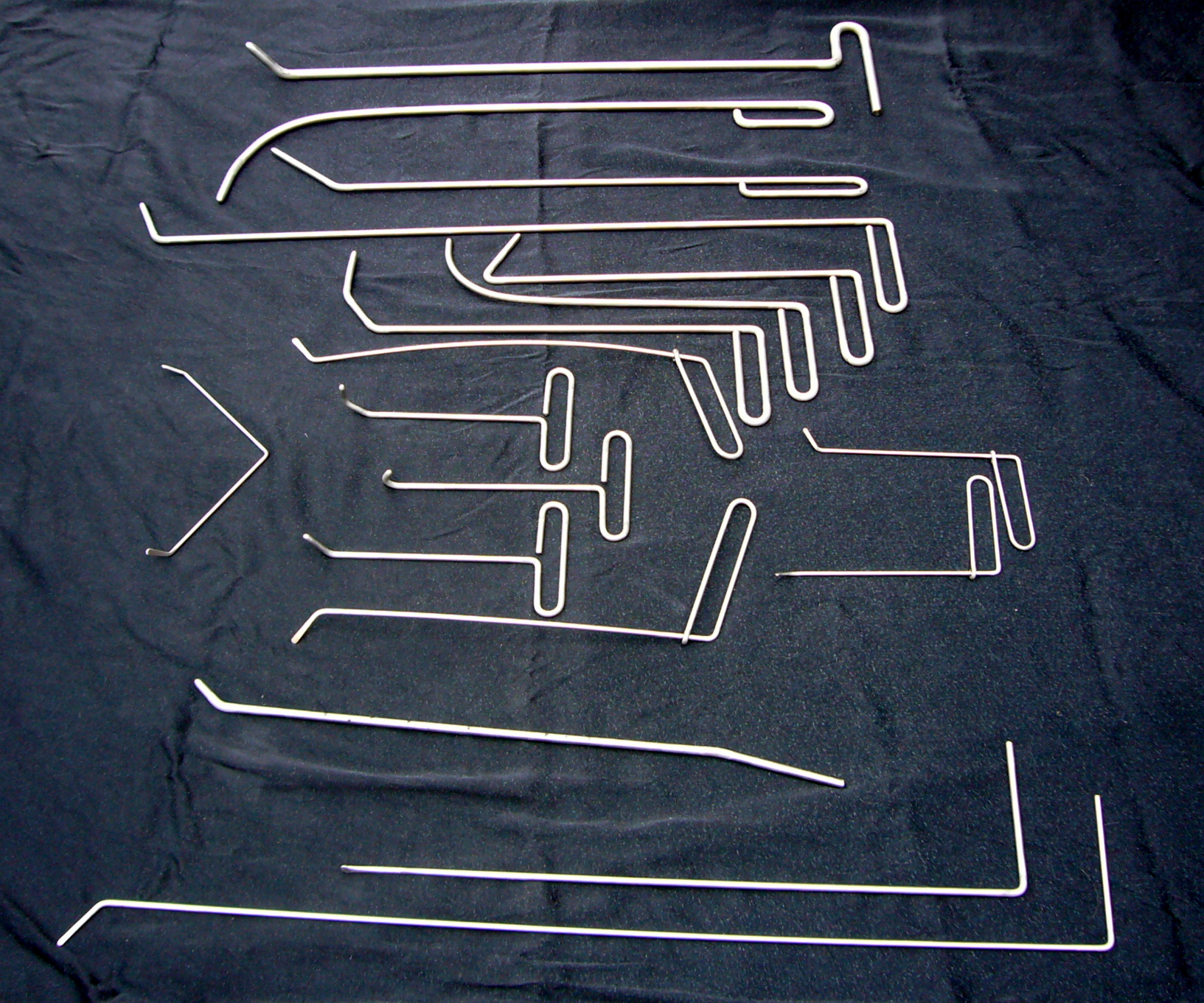
Leviers de débosselage utilisés dans la réparation automobile selon la méthode du débosselage sans peinture.

Dans le monde automobile, le débosselage sans peinture (DSP) est une technique permettant de retirer une petite bosse se trouvant sur la carrosserie d'un véhicule à l'aide d'outils spécifiques.
Le débosselage sans peinture se fait en dessous de la carrosserie, par de multiples micro-impulsions, qui au fur et à mesure vont retirer la bosse sans abîmer la peinture, ce qui lui prévaut d'être une technique beaucoup moins coûteuse que celle d'un carrossier, car elle ne nécessite aucun démontage d'élément.
On doit ajouter que les assureurs préfèrent la technique du débosselage sans peinture à celle de la carrosserie traditionnelle lorsque des voitures ont été impactées par la grêle, car elle est deux fois moins coûteuse.